# 帕特里夏·埃洛萨
帕特里夏·埃洛萨（西班牙語：Patricia Elorza，1984年4月8日—），西班牙女子手球运动员。她曾代表西班牙参加2012年和2016年夏季奥林匹克运动会手球比赛，其中2012年奥运会获得一枚铜牌。